# Gräberfeld von Linkuhnen
Das Gräberfeld von Linkuhnen in Ostpreußen (heute Rschewskoje in der Landgemeinde Timirjasewo im Kaliningrader Gebiet) mit vier übereinanderliegenden Bestattungsschichten aus dem 6. bis 12. Jahrhundert wurde zwischen 1929 und 1931 von Carl Engel (1895–1947) ausgegraben. Der vierschichtige Aufbau des Gräberfeldes findet im gesamten Norden keine Parallelen, wobei im Baltikum zweischichtige bekannt sind.

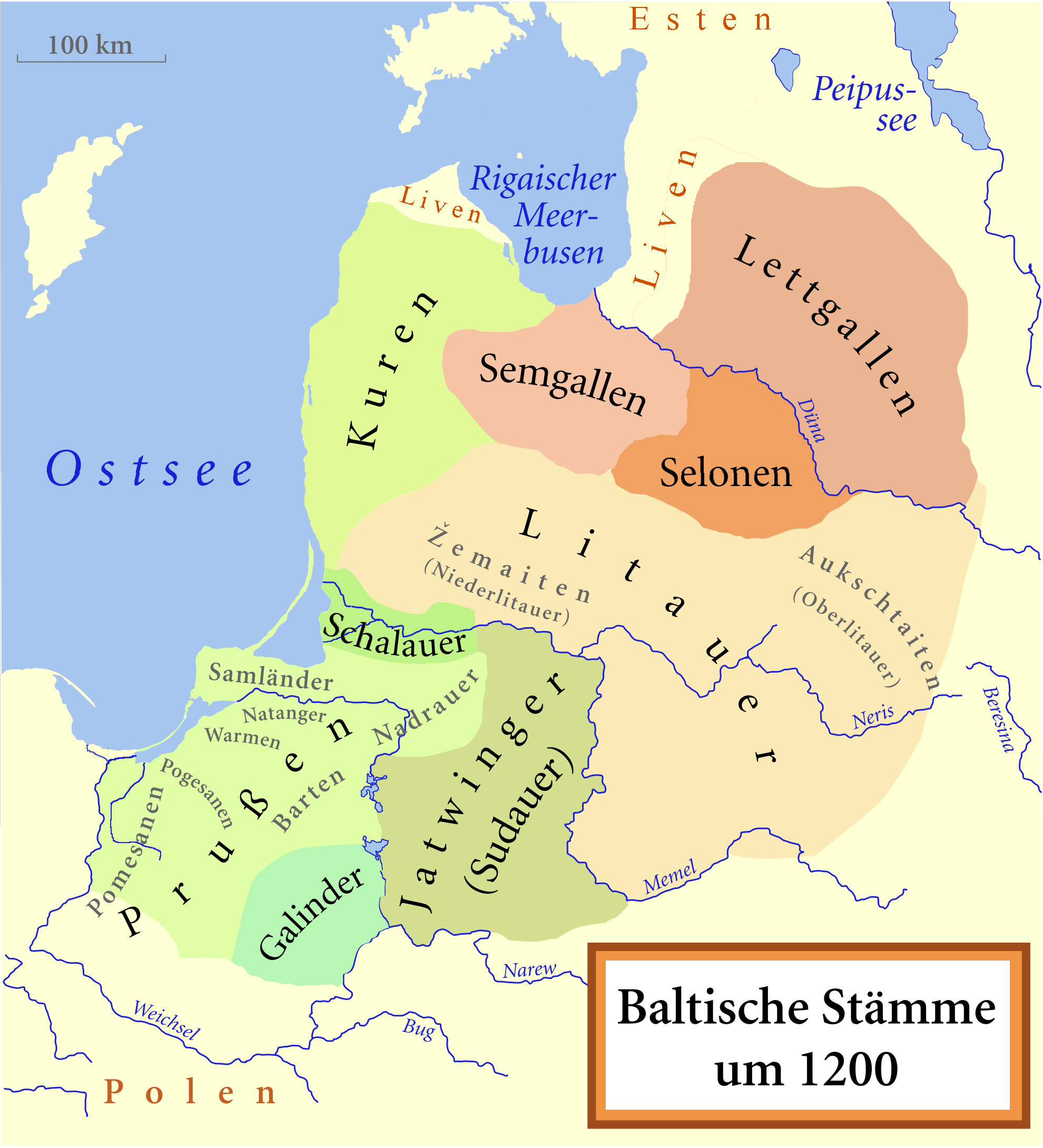
Linkuhnen liegt im (hellgrünen) Gebiet der Schalauer

## Bevölkerung
Über die Ureinwohner des Gebietes (geschichtlich sind es die Schalauer und Žemaiten oder Sarmanten) ist wenig bekannt. Spärliche steinzeitliche Funde der Haffküsten-Kultur rund um das Kurische Haff zeigen, dass die Region mindestens seit 1000 v. Chr. bewohnt war. In der Bronzezeit häufen sich die Funde. Eisenzeitliche Funde (300 v. Chr. bis 1200 n. Chr.) lassen erkennen, dass das Gebiet kontinuierlich bewohnt war.

## Beigaben
Die ungewöhnlich reichhaltigen Grabbeigaben, darunter viele Schwerter der Schmiede Ulfberht, die sich am Niederrhein befand, ermöglichen eine gute Gliederung.
In den Ebenen 1+2 kommen ausschließlich einheimische Grabbeigaben vor, während die Ebenen 3+4 mit skandinavischem (zunächst wikingerzeitlichem) Exportgut überlagert sind, jedoch weiterentwickelte endemische Bronzen bestehen bleiben. Die Bewaffnung (Lanzen, Schwerter) wechselt zu Importstücken oder zu nachgeahmten nordischen Formen. Beim Schmuck ist das nicht der Fall, obwohl vereinzelte Hufeisenfibeln vorkommen. Gefunden wurden mehr als 50 Wikingerschwerter, eine Anzahl, die kein anderes Gräberfeld südlich der Ostsee erreicht. Dieser Fundreichtum impliziert, dass es zwischen Wiskiauten im Samland und Grobin/Seeburg in Kurland einen weiteren Handelsplatz der Wikinger im Bereich der Memelmündung gegeben haben muss, dessen Name jedoch, wie der des Alten Lagers bei Menzlin, nicht überliefert ist. Der Reichtum der Bewohner kommt darin zum Ausdruck, dass den Toten eine Unmenge an Bronzeschmuck mitgegeben wurde. Männergräber waren mit bis zu sechs Schwertern und etwa einem Dutzend Lanzenspitzen ausgestattet. Ein seltener Befund war ein senkrecht deponiertes liegendes Pferd, das bei den anderen prußischen Stämmen weitaus häufiger vorkommt. Auch Schafe oder Ziegen wurden den eingeäscherten Toten mitgegeben.

## Zeitstellung
Die einzelnen Schichten von Linkuhnen sind meist stratigraphisch trennbar, so dass sich zumindest drei chronologische Horizonte ergeben. Die unterste Ebene (1) enthielt Körperbestattungen in Baumsärgen, während in den drei oberen Ebenen Brandbestattungen (teils in Holzkästchen) erfolgten. Die Körpergräber konnten anhand der Beigaben ins 6. bis 8. Jahrhundert datiert werden. Die zweite Ebene (2), die der frühen Brandbestattungen, ist eindeutig aus dem 9. Jahrhundert. Die beiden oberen Ebenen (3+4) sind nicht deutlich zu trennen und gehören dem 10. bis 12. Jahrhundert an. Hier fanden sich auch Doppelbestattungen von Mann und Frau, was Hinweise auf eine altbaltische Witwenbestattung gibt.